# Kpengla
Kpengla, död 1789, var Ahosu, monark, i Kungariket Dahomey mellan 1774 och 1789.